# Philippe Dautzenberg
Philippe Dautzenberg (Ixelles, 20 dicembre 1849 – Parigi, 9 maggio 1935) è stato un biologo e malacologo belga.
Pur ricercatore dilettante e autodidatta, in realtà era il proprietario di una fabbrica di tappeti e tappezzerie, ha assemblato, grazie ai suoi numerosi collegamenti in tutto il mondo, gran parte della collezione di conchiglie del Royal Belgian Institute of Natural Sciences, che consiste di 9 000 000 esemplari ed è una delle tre più grandi collezioni di conchiglie al mondo.
Ha partecipato alle indagini scientifiche del principe Alberto I di Monaco e autore di 210 opere pubblicate (tra il 1881 e il 1937 (post mortem)) nel campo della malacologia. Descrisse 1 895 nuovi taxa. Raccolse conchiglie fin dalla tenera età, risultando nella sua collezione personale di circa 4 milioni e mezzo di esemplari, relativi a 33 000 taxa recenti e 7 000 specie fossili. Ha fatto riferimento a 82 000 esemplari sulle schede di archiviazione.
Ha fatto parte di diverse società scientifiche in Belgio e Francia, tra cui la Société royale malacologique de Belgique, la Société linnéenne de Lyon (1921-1935) e la Société d'histoire naturelle de l'Afrique du Nord (1926). Nel 1892 fu nominato presidente della Société zoologique de France.

## Selezione di sue opere
- Contribution à la faune malacologique des Îles Açores, 1889 – Contribution to the malacological fauna of the Azores.
- Voyage de la goelette Melita aux Canaries et au Sénégal 1889-1890 – Voyage of the schooner Melita to the Canary Islands and Senegal in 1889-90).
- Contribution à la faune malacologique de l'Indo-Chine, (with H Fischer), 1906 – Contribution to the malacological fauna of Indochina.
- Mollusques et brachiopodes, 1910 – Mollusks and brachiopods.
- Pectinidés, 1912 (with Arthur René Jean Baptiste Bavay) – Pectinidae.
- Sinistrorsités et dextrorsités tératologiques chez les mollusques gastéropodes, 1914.
- Faunule malacologique marine du Val-André (Côtes-du-Nord), 1920 – Marine malacological fauna of Val-André (Côtes-du-Nord).
- Dautzenberg P. (1923) "Mollusques terrestres de la Nouvelle-Calédonie et des îles Loyalty". 135-156. In: Sarasin F. & Roux J. (eds.) (1923). Nova Caledonia. Forschungen in Neu-Caledonien und auf den Loyalty-Inseln. Recherches scientifiques en Nouvelle-Calédonie et aux iles Loyalty. A. Zoologie Volume III.(1), C. D. Kriedel's Verlag,
- Mollusques testacés marins de Madagascar, 1929 – Marine shellfish of Madagascar.
- "Ph. Dautzenberg's collection of Cypraeidae", (in English, 1952; with F A Schilder; Maria Schilder); part of series: Institut royal des sciences naturelles de Belgique.; Mémoires.[3]

| Dautzenberg è l'abbreviazione standard utilizzata per le specie animali descritte da Philippe Dautzenberg. Categoria:Taxa classificati da Philippe Dautzenberg |